# Forme pseudoquadratique
En mathématiques, une forme pseudoquadratique sur un espace vectoriel est une fonction de cet espace vectoriel à valeurs dans un groupe quotient convenable du corps de base qui généralise les formes quadratiques et, dans une certaine mesure, certaines formes hermitiennes.

## Généralités
Dans cet article, on note D un corps tel qu'il existe une involution de corps J de D et on note ε = 1 ou ε = -1. On suppose que, si J est l'identité, si la caractéristique de D est différente de 2, alors ε = 1. On note DJ,ε le sous-groupe additif de D qu'est l'ensemble des t - εJ(t) tels que t appartient à D. On note D0 le sous-corps de D que l'ensemble des éléments a du centre de D tel que J(a) = a.

### Définition
On appelle forme (J, ε)-quadratique ou forme quadratique ε-hermitienne relativement à J sur un espace vectoriel à droite E sur D toute fonction q de E dans le groupe D/DJ,ε  telle qu'il existe une forme sesquilinéaire s sur E relativement à J telle que q(x) = s(x, x) + DJ,ε pour tout vecteur x de E, et dit alors que q est définie par s. 
Si s est une forme sesquilinéaire sur E définissant q, alors la fonction h de E ×  E dans D définie par h(x, y) = s(x, y) + εJ(s(y, x)) quels que soient x et y dans E est une formes ε-hermitienne tracique sur E, qui ne dépend que de q, et on pas de s, et on l'appelle forme ε-hermitienne tracique associée à q, et on la note βq.
Quels que soient x et y dans E, on note q(x, y) l'élément βq(x, y) de D.
Exemple. Si D est commutatif et si J est l'identité, alors ε = 1, DJ,ε = {0} et D/DJ,ε  s'identifie canoniquement à D, et alors les formes quadratiques ε-hermitiennes sur E relativement à E ne sont autres que les formes quadratiques sur E.
DJ,ε étant un sous-D0-espace vectoriel de D, D/DJ,ε est un D0-espace vectoriel, et l'ensemble des formes quadratiques ε-hermitiennes sur E relativement à J est une sous-D0-espace vectoriel du D0-espace vectoriel des applications de E dans D/DJ,ε.
L'application q {\displaystyle \mapsto } βq entre des D0-espaces vectoriels des formes quadratiques ε-hermitiennes sur E relativement à J et celui formes ε-hermitiennes traciques sur E qui à q associe la forme ε-hermitienne tracique associée à q est une application D0-linéaire surjective θ. Si la caractéristique de D est différente de 2 ou si l'involution induite sur le centre de D par J est différente de l'identité, alors θ est un isomorphisme de D0-espaces vectoriels. Donc, sous ces hypothèses, les théories des formes quadratiques ε-hermitiennes sur E relativement à J et des formes ε-hermitiennes sur E (qui sont alors traciques) sont équivalentes. Les concepts analogues qui l'on va définir dans cet article seront cohérents avec cette équivalence.

### Caractérisation
Notation. Soient c un élément de D/DJ,ε et a un élément de D. Il existe un unique élément k de D/DJ,ε tel que, pour tout élément z de c, k = J(a)za, et on le note J(a)ca.
Soit q une fonction de l'espace vectoriel à droite E dans D/DJ,ε. Pour que q soit une forme quadratique ε-hermitienne sur E relativement à J, il faut et il suffit que les conditions suivantes soient satisfaites (avec les notations décrites plus haut):
- Pour tout élément a de D et pour tout vecteur x de E, q(xa) = J(a)q(x)a;
- Il existe une forme ε-hermitienne tracique h sur E telle que, quels que soient les vecteurs x et y de E, h(x, y) + DJ,ε = q(x + y) - q(x) - q(y).

Si J est l'identité, alors ε = 1 et ce n'est autre que la définition usuelle des formes quadratiques.

### Dégénérescence
Soit q une forme quadratique ε-hermitienne sur un espace vectoriel à droite E sur D relativement à J.
- On appelle radical de q et on note Rad q le radical de la forme ε-hermitienne tracique associée, c'est-à-dire le sous-espace vectoriel de E des vecteurs x de E tels que q(x, y) = βq(x, y) = 0 pour tout vecteur y de E.
- L'ensemble q-1(0) ∩ Rad q est un sous-espace vectoriel de Rad q. On l'appelle radical isotrope ou quadratique de q, et on le note IRad q ou QRad q.
- On dit que q est dégénérée si IRad q ≠ {0}.